# Antonel Borșan
Antonel Borșan (n. 29 aprilie 1970, Liești, România) este un canoist român, laureat cu argint la Atlanta 1996.